# Karl Johansson (knivmakare)

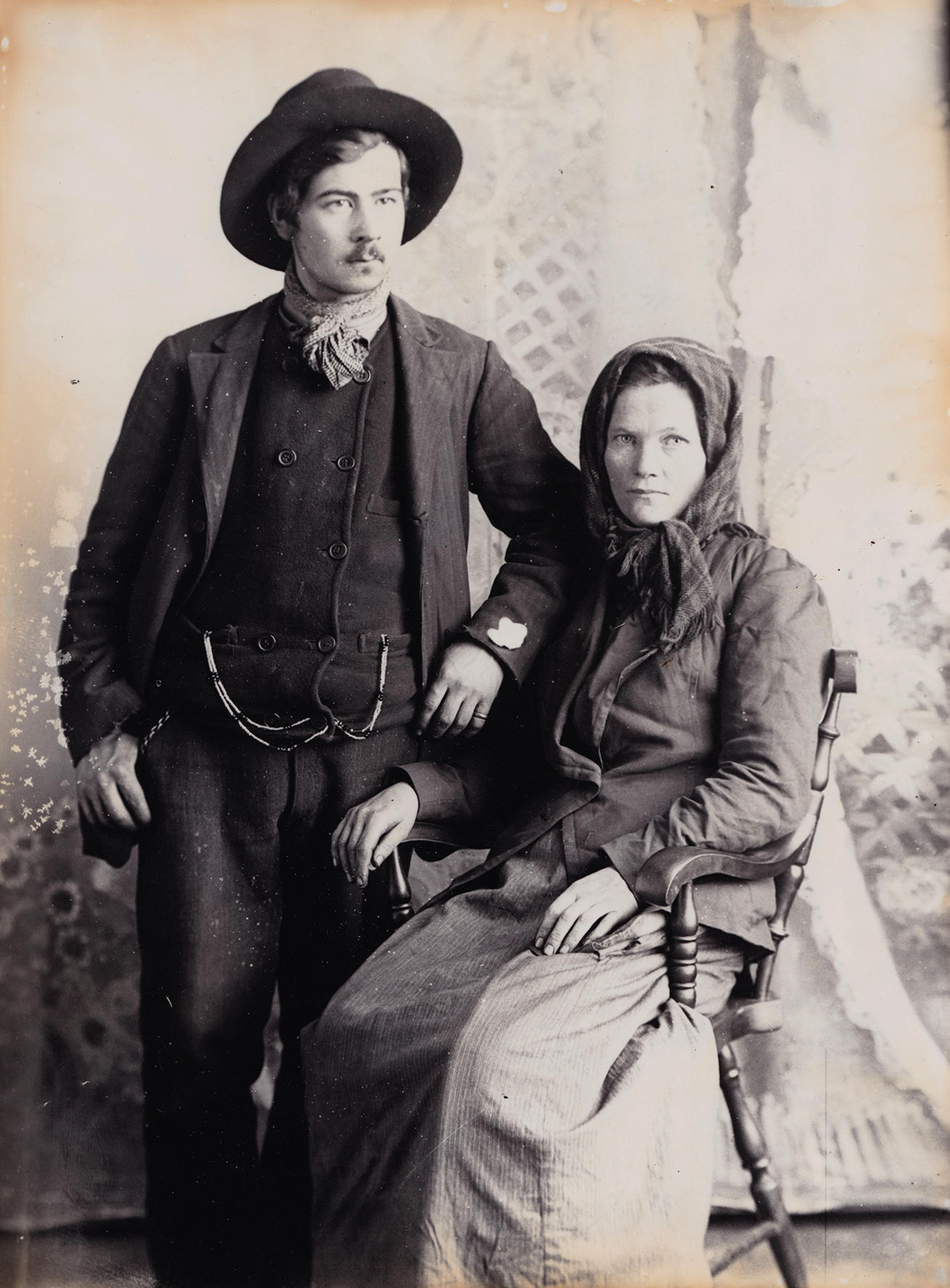
Karl Johansson och Mina Karlsson vid deras trolovning.

Karl Fredrik Johansson, känd som Äppelbo-Kalle och Kniv-Kalle, född 3 juli 1885 i Rämmens församling i Värmland, död 27 december 1944 i Äppelbo församling i Dalarna, var en svensk knivmakare 
Johansson försörjde sig med bland annat kopparslageri, men är mest känd för sina knivar. Johansson var, liksom sin hustru Vilhelmina Karlsson (1886–1968), av resandesläkt. Som knivmakare tillhör han de främsta företrädarna för den typiska resandekniven.
1919 blev Johanssons familj skriven i Äppelbo; vid denna tid befann sig fortfarande en hel del resande utanför folkbokföringen. Familjen fortsatte med sina handelsresor även efter inflyttningen i Äppelbo, men med tiden växte Johanssons rykte och han fick allt fler beställningsuppdrag. Mot slutet av sitt liv titulerades han konstsmed.
Johansson är representerad med en kniv i Glomdalsmuseets samlingar av resandeknivar. Sannolikt är en av knivarna i Bohusläns museum även tillverkad av Johansson. Johansson har uppmärksammats i en artikel i tidskriften Hemslöjd.
2024 visas en utställning om Johansson och  med hans alster på Hälsinglands museum.